# آدریانا ویلکینسون
آدریانا ویلکینسون (انگلیسی: Adrienne Wilkinson؛ زادهٔ ۱ سپتامبر ۱۹۷۷) یک هنرپیشه اهل ایالات متحده آمریکا است. وی از سال ۱۹۹۶ میلادی تاکنون مشغول فعالیت بوده‌است.
او در فیلم نابودی بازی کرده است.